# Абаєв Ахсарбек Магометович
Ахсарбек Магометович Абаєв (14 грудня 1923 — 13 травня 1982)  — Герой Радянського Союзу (1944), учасник німецько-радянської війни.

## Біографія
Народився в селі Дігора (тепер вже місто в Північній Осетії). Осетин. Після закінчення початкової школи, працював у місцевому колгоспі.
1942 року призваний до Червоної Армії та направлений на Північно-Кавказький фронт.
3 листопада 1943 року командир відділення 6 гвардійського стрілецького полку (2-а гвардійська стрілецька дивізія, 56-а армія, Північно-Кавказький фронт), комсомолець, гвардії сержант Абаєв у бою за розширення плацдарму біля селища Маяк, що тепер входить в межі міста Керч, під сильним вогнем противника першим піднявся у атаку, чим надихнув інших солдат. Гвардійці увійшли у розташування ворога та вибили його із займаних окопів. 
В 1945 році демобілізований. У 1947 році закінчив залізничний технікум у Орджонікідзе та працював у рідній Дігорі.

## Нагороди, звання та вшанування пам'яті
16 травня 1944 року за героїчний вчинок, проявлений у битві за Керченський півострів, гвардії сержанту Абаєву присвоєно звання Героя Радянського Союзу.
Нагороджений також:
- орденом Леніна
- орденом Вітчизняної війни 1 ступеня

Ім'ям Ахсарбека Магометовича Абаєва було названо піонерський загін школи-інтернату с. Мацута Ірафського району Північно-Осетинської АРСР).